# 파넨카 (페널티킥)
파넨카(체코어: Vršovický dloubák)는 페널티 킥에서 힘을 빼고 슛을 가운데로 차는 킥이다. 유래는 창시자인 체코 축구선수 안토닌 파넨카의 이름을 따서 '파넨카'로 명명되었다. 그는 유로 1976 결승전에서 이 기술을 처음 사용했다.

## 명칭
국내에서는 파넨카 킥으로 불리우나 창시자인 안토닌 파넨카의 이름을 따서 하나의 킥 기술로 명명했기 때문에 파넨카라는 명칭에 킥 기술이라는 의미가 포함되어서
외국에서는 그냥 파넨카로 불린다. 즉 파넨카 킥은 역전앞과 같은 중복의 의미를 담은 용어이다. 하지만 파넨카의 국가인 체코에서는 체코어로 Vršovický dloubák라고 불린다. 이는 여기서 Vršovice의 파넨카의 당시 소속팀 위치였던 프라하를 뜻한다. 또한 페널티킥은 이탈리아에서는 Il cucchiaio("숟가락"), 브라질에서는 cavadinha("작은 파기"), 아르헨티나와 남미에서는 penal picado("찌르는 페널티킥")라고도 부른다.

## 기술
이 기술의 목적은 단순히 골키퍼 위로 공을 띄우는 것이 아니라 많은 골키퍼가 공이 어느 방향으로 가는지 기다리지 않고 예상하여 골문의 양쪽으로 다이빙한다는 사실을 활용하는 하는 기술이다. 이는 매우 위험한 기술이다. 왜냐하면 공에 대한 미묘한 터치로 인해 매우 느린 속도를 움직이는 공을 골키퍼가 점프한 위치에서 다시 이동하거나 심지어 단순히 움직이지 않고 공이 손에 쉽게 떨어질 때까지 기다릴 수 있기 때문이다. 또한 미묘한 터치는 공을 차려고 할 때 속도를 늦추는 동작이 골키퍼가 알아차릴 수도 있다. 이러한 리스크로 인해 파넨카는 자신감 있는 페널티킥을 하는 사람들만 사용하는 것으로 알려져 있다. 파넨카 킥을 사용한 일부 선수, 특히 실축한 경우 전문 미디어 또는 팀 구성원 및 지지자로부터 비판을 받게 된다.
연구에 따르면 파넨카는 배치나 힘에 비해 득점 확률이 낮지만 성공할 경우 상대 팀에 미치는 심리적 영향이 클 수 있으므로 페널티킥을 차는 사람이 그것을 사용하는 이유일 수 있다. 안드레아 피를로는 유로 2012에서 이탈리아와 잉글랜드의 승부차기에서 잉글랜드에 "심리적 타격"을 주기 위해 의도적으로 파넨카를 사용했다. 하지만 일부 사용자는 단순히 개인의 선호로 인해 차게 되는 경우도 있다.

## 역사

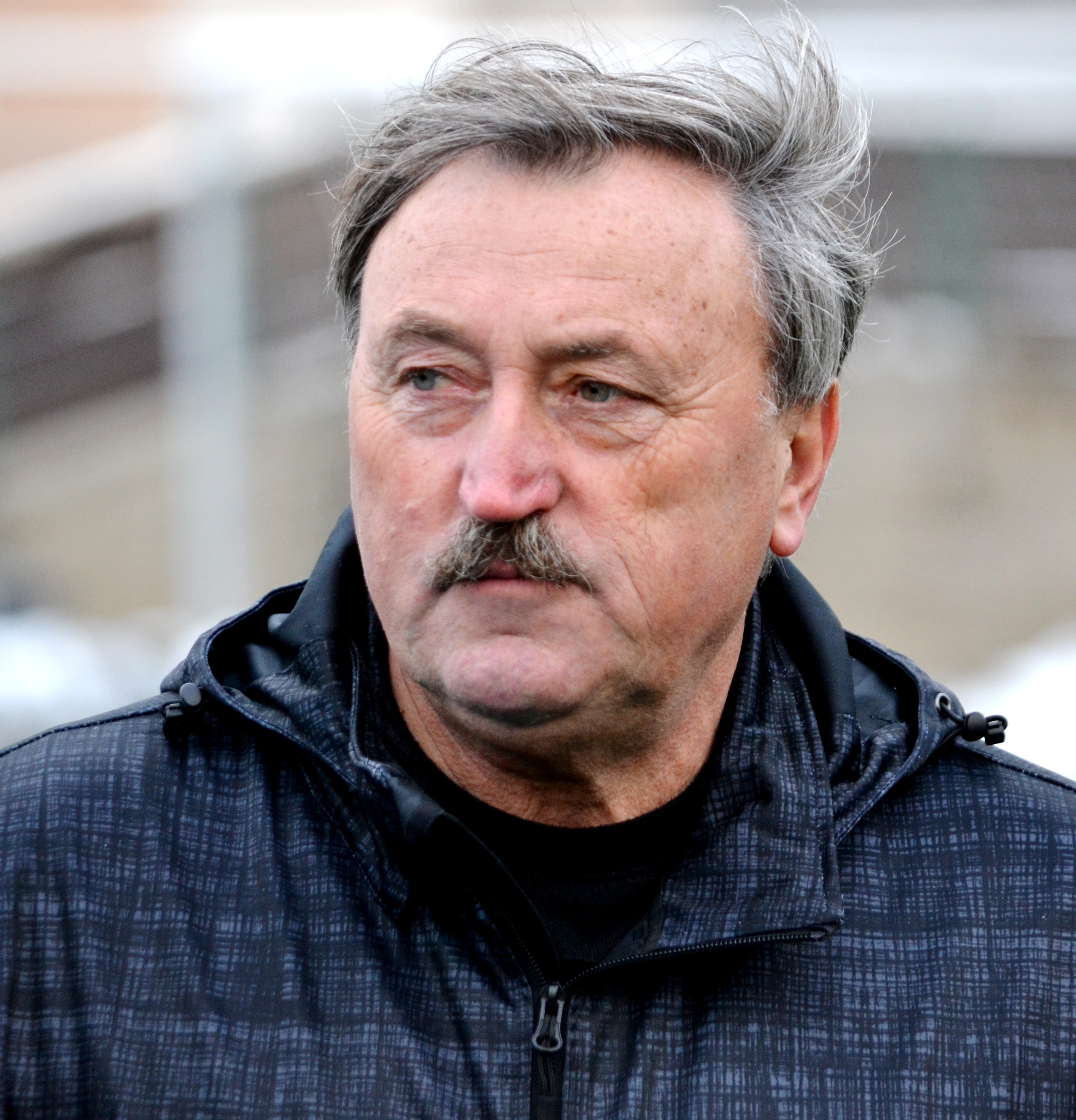
2013년의 파넨카. 그의 페널티킥 기술은 다른 많은 선수들이 따라하게 되었다.

"나는 나 자신을 연예인으로 보았고, 이 킥은 내 성격을 반영이라고 봤다. 팬들에게 새로운 볼거리를 선사하고 싶었고, 팬들이 입을 열 수 있는 무언가를 만들고 싶었다."

### 기원
안토닌 파넨카는 1976년 유럽 선수권 대회에서 체코슬로바키아 대표로 뛰면서 국제적인 명성을 얻었다. 체코슬로바키아는 결승전에 진출하여 서독과 대결했다. 추가 시간 후 결과는 2-2였으며 유럽 선수권 대회 결승전에서 첫 번째 승부차기가 이어졌다. 첫 7번의 킥은 서독의 네 번째 페널티킥 키커인 울리 회네스가 실축할 때까지 계속 되었다. 4-3 점으로 파넨카는 엄청난 압박 속에서 경기에서 승리하기 위해 체코 슬로바키아의 다섯 번째 페널티 킥을 맞게 되었다. 그는 골대 옆으로 슛을 쏘는 척했고, 서독 골키퍼 제프 마이어가 왼쪽으로 뛰어들게 한 다음 부드럽게 공을 네트 중앙으로 떨어뜨렸다. 성공에 더해 뻔뻔스러운 슛(impudence of the shot)으로 인식되어 프랑스 언론인은 파넨카를 "시인"이라고 불렀고 그의 이름은 특정 스타일의 페널티 킥 방식과 동의어가되었다.  경기가 끝난 후 파넨카는 자신이 놓쳤을 경우 처벌받을 수 있다는 말을 들었다. 고국에서 당시 공산주의 체제를 무시하는 것으로 여겨졌을 수 있기 때문이다.  킥을 본 펠레는 그를 "천재이거나 미치광이"라고 묘사했다.

### 1976년 이후
1976년 유럽 선수권 대회에서 우승했을 뿐만 아니라, 파넨카는 체코슬로바키아가 1980년 토너먼트에서 9-8 승부차기에서 다시 한 번 득점한 후 3위를 차지하도록 도왔다. 1982년 월드컵 결승전에서 파넨카는 페널티킥으로 두 골을 넣었지만, 이는 체코슬로바키아의 유일한 골이었고 팀은 1차 조별 리그를 넘어서지 못했다.
파넨카의 페널티킥은 이후 다양한 대회에서 다른 많은 선수들에 의해 사용했다. 2006 FIFA 월드컵 결승전에서  지네딘 지단, 2015 코파 아메리카 결승전에서 알렉시스 산체스, 그리고 2020 스코틀랜드 컵 결승전에서 오드손 에두아루 등이 대표적이다. 2023년 UEFA 네이션스 리그 결승전에서 파넨카는 스페인 대회 우승에 사용되었다.
하지만 모든 이들이 성공했던 것은 아니다. 2019년 A-리그 그랜드 파이널 퍼스 글로리 선수 브랜든 산타랩은 프로로서의 마지막 경기를 치르게 되었다. 이후 승부차기까지 가게 되었고 그는 이전에 자신의 경력에서 여러 번의 파넨카 페널티킥을 득점한 적이 있어 이번에도 파넨카를 시도했지만 결국 실축해 팀은 패배하게 되었다
모로코의 오른쪽 수비수 아슈라프 하키미는 2022년 FIFA 월드컵에서 스페인 골키퍼 우나이 시몬을 상대로 파넨카를 성공시켜 모로코를 역사상 처음으로 8강에 진출시켰다.

## 같이 보기
- 페널티킥
- 승부차기